# Laze (Novo Mesto, Slovenija)
Laze je naselje u slovenskoj Općini Novom Mestu. Laze se nalazi u pokrajini Dolenjskoj i statističkoj regiji Jugoistočnoj Sloveniji. 

## Stanovništvo
Prema popisu stanovništva iz 2002. godine naselje je imalo 65 stanovnika.